# Anthophora pilifrons
Anthophora pilifrons là một loài Hymenoptera trong họ Apidae. Loài này được Packard mô tả khoa học năm 1869.